# Johann Friedrich Greuter
Johann Friedrich Greuter (Strasburgo, 1590 – Roma, 1662) è stato un pittore e incisore tedesco.

## Biografia
Era figlio dell'incisore Matteo Greuter, di cui fu allievo e del cui lavoro continuatore a Roma. Si produsse in illustrazioni per molti libri e nella riproduzione di opere di vari artisti.